# David Goodwillie
David Goodwillie (Stirling, 28 marzo 1989) è un calciatore scozzese, attaccante del Glasgow Utd.

## Statistiche

### Cronologia presenze e reti in nazionale
| Cronologia completa delle presenze e delle reti in nazionale ― Scozia | Cronologia completa delle presenze e delle reti in nazionale ― Scozia | Cronologia completa delle presenze e delle reti in nazionale ― Scozia | Cronologia completa delle presenze e delle reti in nazionale ― Scozia | Cronologia completa delle presenze e delle reti in nazionale ― Scozia | Cronologia completa delle presenze e delle reti in nazionale ― Scozia | Cronologia completa delle presenze e delle reti in nazionale ― Scozia | Cronologia completa delle presenze e delle reti in nazionale ― Scozia |
| Data                                                                  | Città                                                                 | In casa                                                               | Risultato                                                             | Ospiti                                                                | Competizione                                                          | Reti                                                                  | Note                                                                  |
| --------------------------------------------------------------------- | --------------------------------------------------------------------- | --------------------------------------------------------------------- | --------------------------------------------------------------------- | --------------------------------------------------------------------- | --------------------------------------------------------------------- | --------------------------------------------------------------------- | --------------------------------------------------------------------- |
| 16-11-2010                                                            | Aberdeen                                                              | Scozia                                                                | 3 – 0                                                                 | Fær Øer                                                               | Amichevole                                                            | -                                                                     | 77’                                                                   |
| 6-9-2011                                                              | Glasgow                                                               | Scozia                                                                | 1 – 0                                                                 | Lituania                                                              | Qual. Euro 2012                                                       | -                                                                     |                                                                       |
| 11-10-2011                                                            | Alicante                                                              | Spagna                                                                | 3 – 1                                                                 | Scozia                                                                | Qual. Euro 2012                                                       | 1                                                                     | 63’                                                                   |
| Totale                                                                |                                                                       | Presenze                                                              | 3                                                                     |                                                                       | Reti                                                                  | 1                                                                     |                                                                       |

## Palmarès

### Club

#### Competizioni nazionali
- Coppa di Scozia: 1

Dundee United: 2009-2010
- Scottish League Cup: 1

Ross County: 2015-2016

### Individuale
- Miglior giovane dell'anno della SPFA: 1

2010-2011
- Capocannoniere della Scottish League Two: 1

2017-2018 (25 reti)
- Capocannoniere della Scottish League One: 1

2019-2020 (20 reti)